# Тролль, Вильгельм
Вильгельм Тролль (нем. Wilhelm Troll; 3 ноября 1897, Мюнхен, Германия — 28 декабря 1978, Майнц, Германия) — немецкий ботаник, ученик Карла Гёбеля.

## Биография
Родился 3 ноября 1897 года в Мюнхене. Поступил, окончил и работал в Мюнхенском университете вплоть до конца жизни. Избран профессором ботаники трёх университетов — Мюнхенского (1931-78), Галлского (1932-46) и Майнцеского (1946-78).
Скончался в 1978 году в Майнце.

## Научные работы
Основные научные работы посвящены сравнительной морфологии высших растений. Являлся представителем типологической школы.

## Избранные сочинения
- Тролль В. «Сравнительная морфология высших растений» (в 3-х т.), 1967.
- Троль В. «Учебник по ботанике», 1973.

## Членство в обществах
- Член Германской академии естествоиспытателей «Леопольдина».
- Член-корреспондент Американского ботанического общества (1969-78).